# 藤原大翔
藤原 大翔（ふじわら はると、2005年12月26日 - ）は、福岡県行橋市出身のプロ野球選手（投手・育成選手）。右投右打。福岡ソフトバンクホークス所属。

## 経歴

### プロ入り前
行橋市立今川小学校4年生のときに『野菊ベースボールクラブ』で野球を始め、行橋市立中京中学校では硬式野球の『京築ボーイズ』に所属し、二塁手を務めていた。
飯塚高校へ進学すると、入学当初は二塁手であったが、スピードボールを買われて投手に転向した。2年春からベンチ入りすると、2年秋以降に急成長。3年時には強打の横浜高校との練習試合で7回を投げ、4失点で切り抜けた。3年夏の県大会では4試合に登板し、17回1/3で22奪三振を記録した。
2023年10月26日に開催されたドラフト会議にて、福岡ソフトバンクホークスから育成6位指名を受けた。11月9日に支度金300万円・年俸360万円で入団に合意した。背番号は142。

### ソフトバンク時代
2024年は二軍戦（ウエスタン・リーグ）での登板はなかったが、三軍・四軍戦で自己最速を3km/h更新する152km/hを計測した。

## 選手としての特徴
持ち球は最速149km/hのストレート、スライダー、カーブ、チェンジアップ。大きく曲がるスライダーが武器である。

## 詳細情報

### 背番号
- 142（2024年[7] - ）